# Бой на реке Ялу
Бой на реке Ялу, Тюренченский бой (яп. 鴨緑江会戦 О:рёкуко: кайсэн) — сражение на пограничной реке Ялу у города Цзюляньчэн (в старой русской транскрипции — Тюренчен) между русскими и японскими войсками, состоявшееся 18 апреля (1 мая) 1904 года. Первое значительное сражение русско-японской войны.

## Боевое расписание сторон
Восточный отряд Маньчжурской армии (М. И. Засулич):
- 3-я Восточно-Сибирская стрелковая дивизия (генерал-майор Н. А. Кашталинский)
  - (9-й, 10-й, 11-й и 12-й Восточно-Сибирские стрелковые полки, 3-я Восточно-сибирская артиллерийская бригада)
- 6-я Восточно-Сибирская стрелковая дивизия
  - (без 21-го Восточно-Сибирского стрелкового полка)
- Забайкальская казачья бригада

Японская 1-я армия (командующий — Куроки Тамэмото)
- 2-я пехотная дивизия (генерал-лейтенант Ниси Кандзиро[яп.])
  - (3-я бригада: 4 и 29 пп, 15-я бригада: 16 и 30 пп, 2-й кавалерийский и 2-й артиллерийский полки)
- 12-я пехотная дивизия (генерал-лейтенент Иноуэ Хикару[яп.])
  - (12-я бригада: 14 и 47 пп, 23-я бригада: 24 и 46 пп, 12-й кавалерийский и 12-й артиллерийский полки)
- гвардейская дивизия (генерал-лейтенант Хасэгава Ёсимити)

## Ситуация перед боем

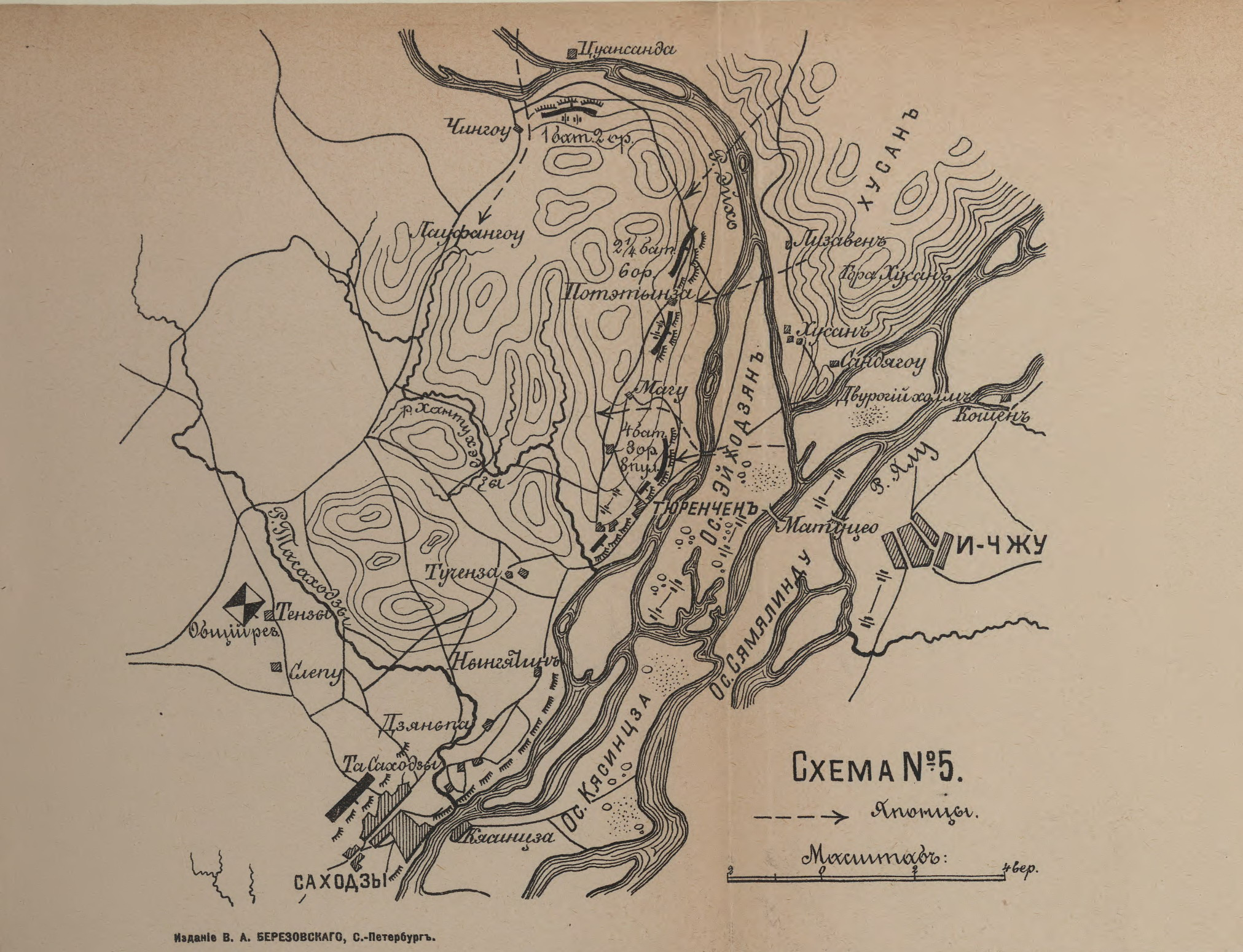
Карта боя на реке Ялу. Позиция главных сил восточного отряда у Саходзы-Тюренчена.

Японская армия, сосредоточившаяся в северной Корее, имела перед собой немногочисленные русские части.
Командующий Восточным отрядом генерал М. И. Засулич получил приказ вступившего в командование Маньчжурской армией Куропаткина затруднить японцам переправу через Ялу и дальнейшее наступление их через Фейшунлинский горный хребет; выяснить силы и направление движения противника. Далее Засуличу предлагалось избегать решительного боя, не давая разбить себя, и отходить к главным силам на Ляоян.
Японцы тщательно готовились к первому бою, имевшему сильное психологическое значение: они приняли все меры, дабы обеспечить себе подавляющее преимущество. Силы японцев составляли около 45 тыс. человек против 18 тыс. у русских, которые были вдобавок распределены по всему фронту Ялу вдоль позиций на правых берегах рек Ялу и Эйхэ. В месте фактического боя — у Тюренчена — японцы имели пятикратный численный перевес.

## Ход боя
16 (29) апреля 1904 года японцы оттеснили небольшие русские охотничьи команды и заняли Хушаньские высоты (кит. 虎山, в старой русской транскрипции — Хусанские) на левом берегу Айхэ (кит. 叆河, в старой русской транскрипции — Эйхо), притока Ялу.

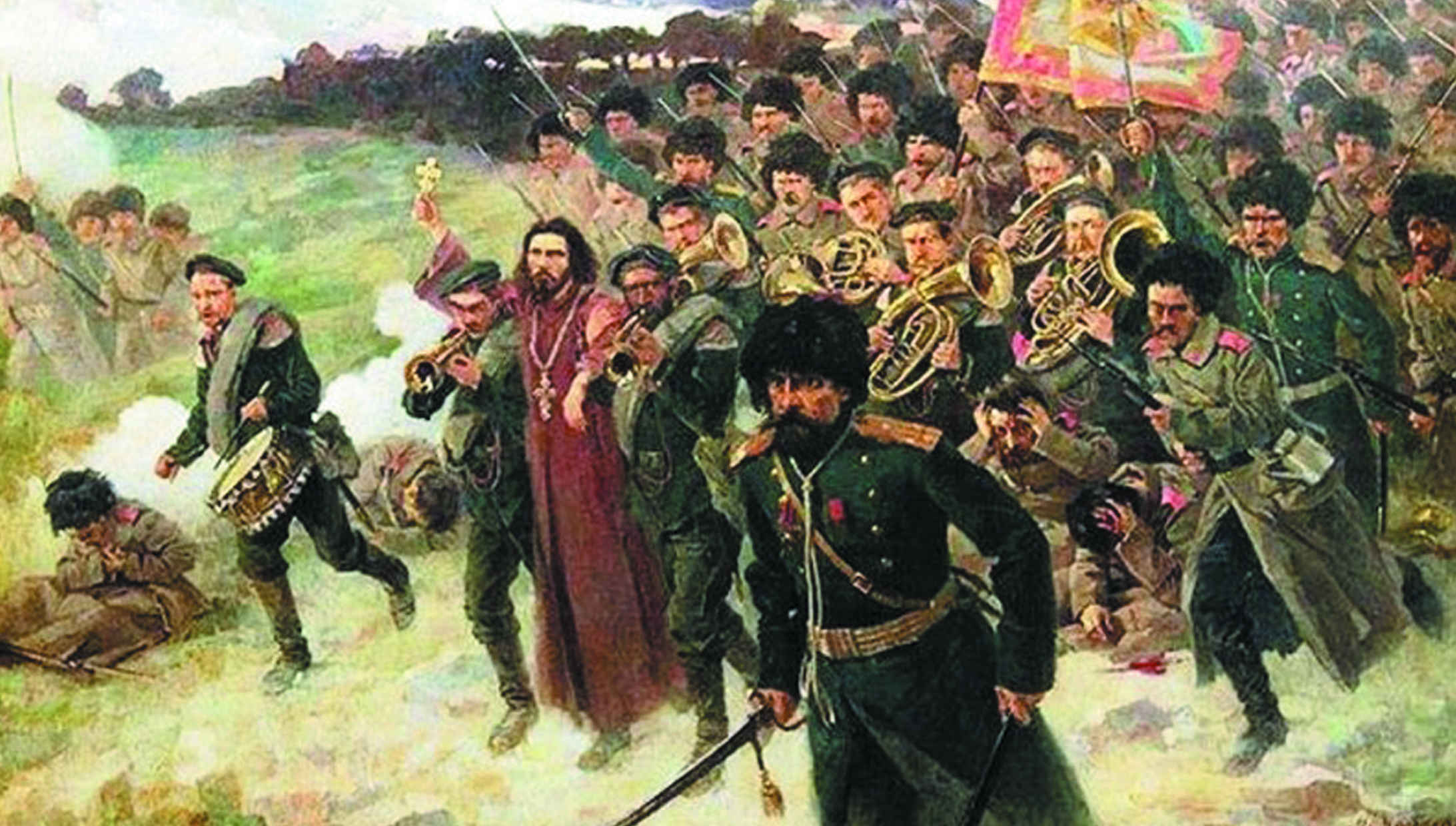
Полковой священник Стефан Щербаковский в бою под Тюренченом (1904). Худ. Моисей Маймон

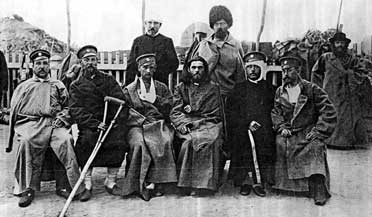
Раненые под Тюренченом, 1904 год. Четвёртый слева в первом ряду — Стефан Щербаковский.

В ночь на 17 (30) апреля 1904 года под прикрытием артиллерии и при поддержке речной флотилии японцы захватили на Ялу острова, навели через реку мосты у Матуцео и перебросили часть своих сил на острова на реке напротив Цзюляньчэна.
18 апреля (1) мая 1904 года утром началось основное сражение. В 5 часов утра открыла огонь японская артиллерия. Около 6 часов показались японские силы, которые стали переходить реку Айхэ вброд в нескольких местах. Переходя реку под огнём, японцы понесли большие потери.
Главный удар японская армия нанесла по центру (здесь оборонялся 12-й Восточно-Сибирский стрелковый полк) и левому флангу (22-й Восточно-Сибирский стрелковый полк) русского отряда. Части 12-й японской дивизии осуществили охват русского левого фланга. После нескольких атак японцам удалось сбить с позиций 22-й и 12-й Восточно-Сибирские стрелковые полки, которые стали отходить с позиций на гребни высот. 11-й Восточно-Сибирский стрелковый полк был выдвинут из резерва для прикрытия отступления, но вскоре оказался в окружении, из которого вышел с большими потерями. Несколько раз полк ходил в штыковую атаку, но японцы, не принимая удара, отходили и расстреливали русские войска ружейным огнём. В одной из атак погиб командир полка полковник Н. А. Лайминг; был ранен полковой священник С. Щербаковский, полк потерял около половины своего состава.

В Тюренченском бою наши восемь рот были окружены дивизией японцев. Видя неминуемую гибель или плен, полковник Лайминг решился идти напролом… Бросился в атаку и пал героем. Последние предсмертные слова его были: «Бросьте меня, спасайте знамя и себя». Тела его японцы не нашли.
Когда полковой священник отец Стефан Щербаковский, идя с крестом в руках, упал, раненый в руку и грудь, то полковой церковник Осип Перч, ни на шаг не отстававший от своего священника, поднял на руки отца Стефана и вынес из боя. Награждён Георгиевским крестом.
Полковое знамя было вынесено знаменщиком унтер-офицером Петром Минзарем под прикрытием взвода под командой подпоручика Богачевича.
В бой я повёл 156 стрелков. Убито 96, ранено 45, вышло целыми 15, в том числе и я, несмотря на то, что в течение пяти часов боя и троекратной атаки ни разу не присел или был закрыт чем-либо… только волей Бога возможно было сохранить меня.

Узнав об обходе японцами левого фланга, Засулич отдал приказ об общем отступлении Восточного отряда к Фэнхуанчэну.

## Иллюстрации

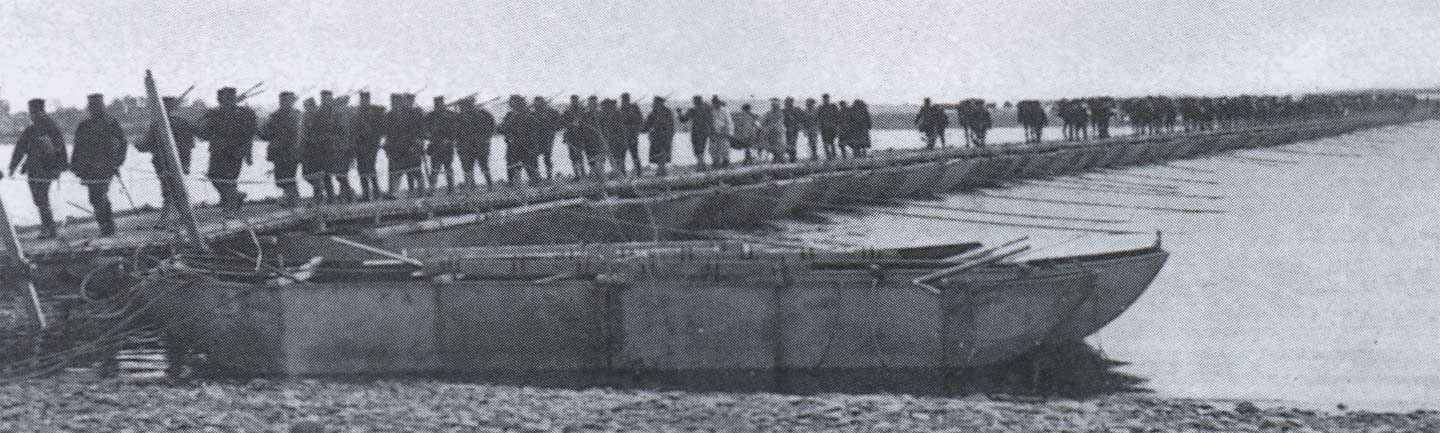
Японцы переходят через реку по мосту
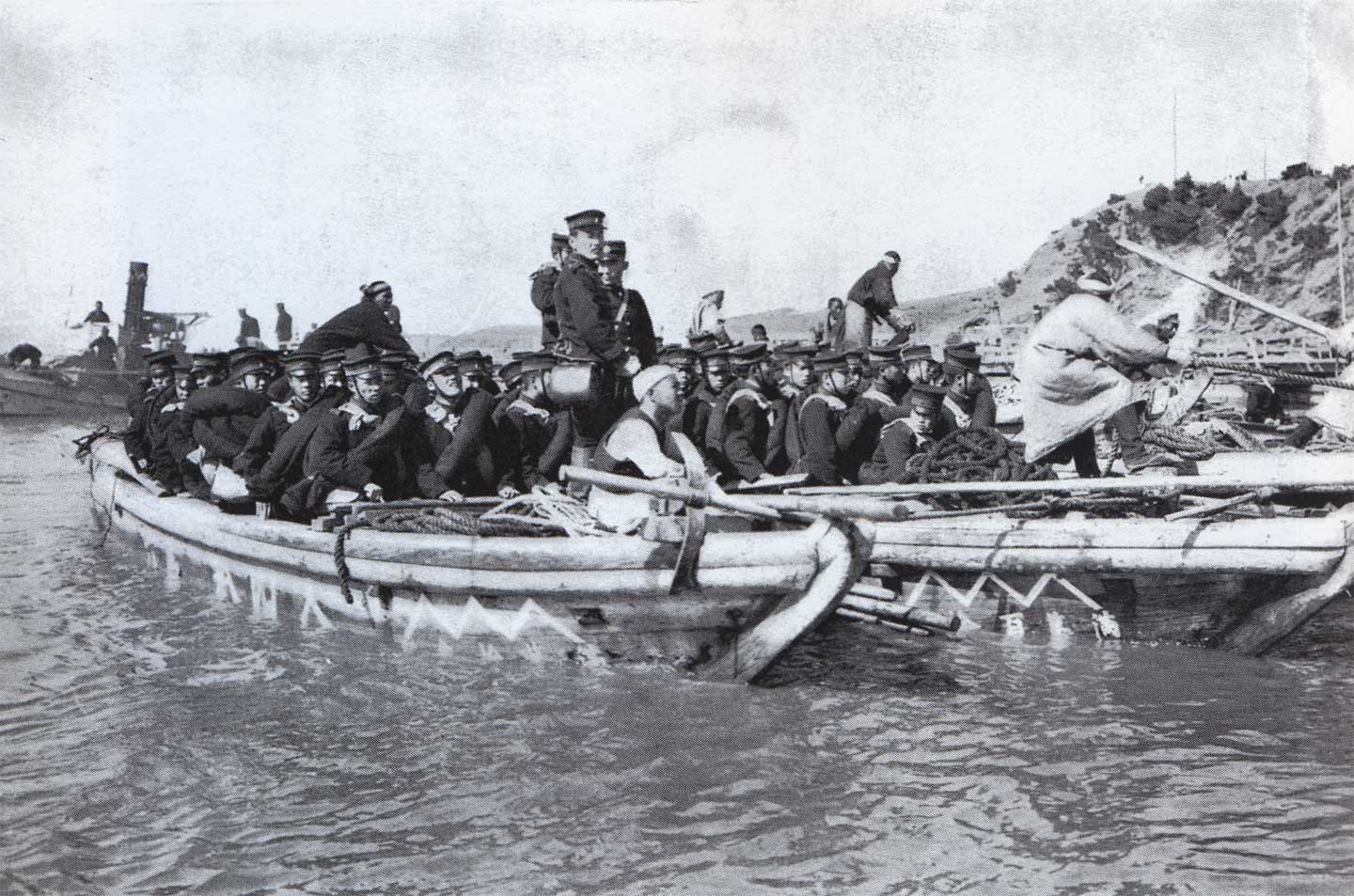
Японцы переправляются через реку
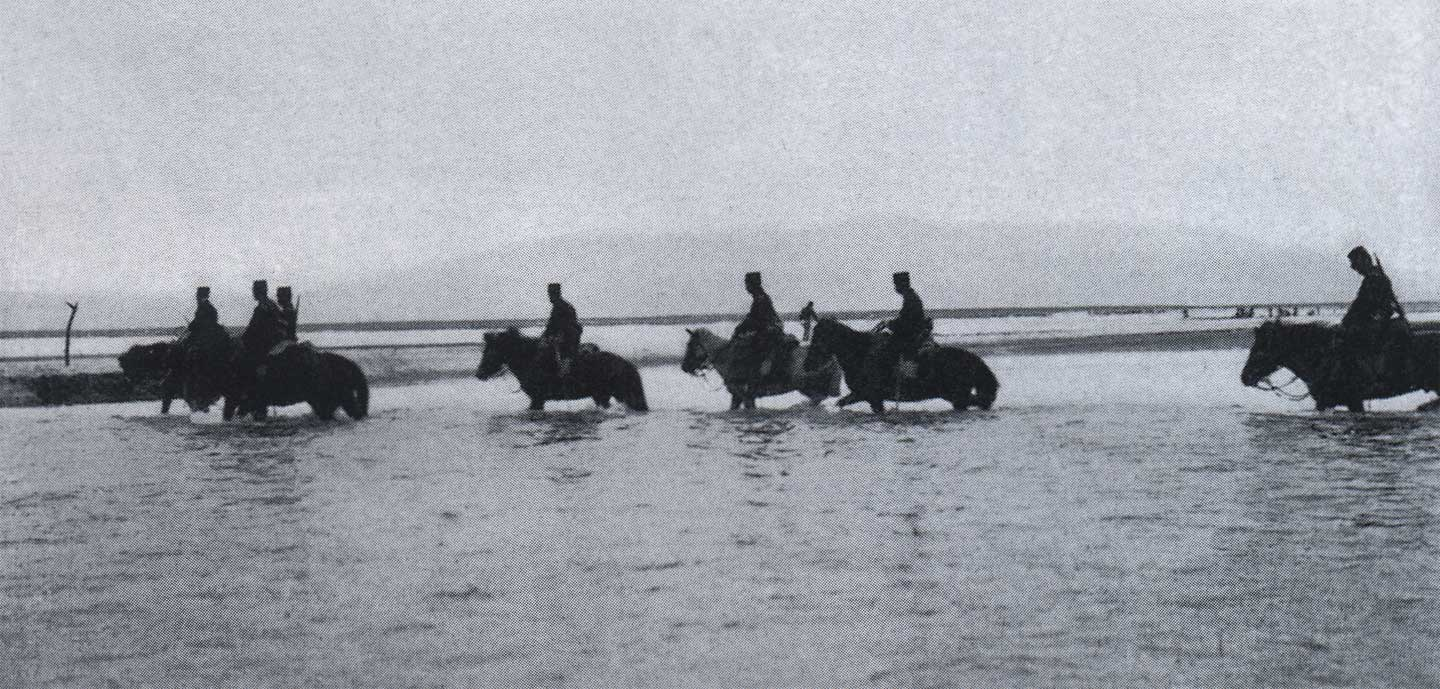
Японская кавалерия переправляется через реку
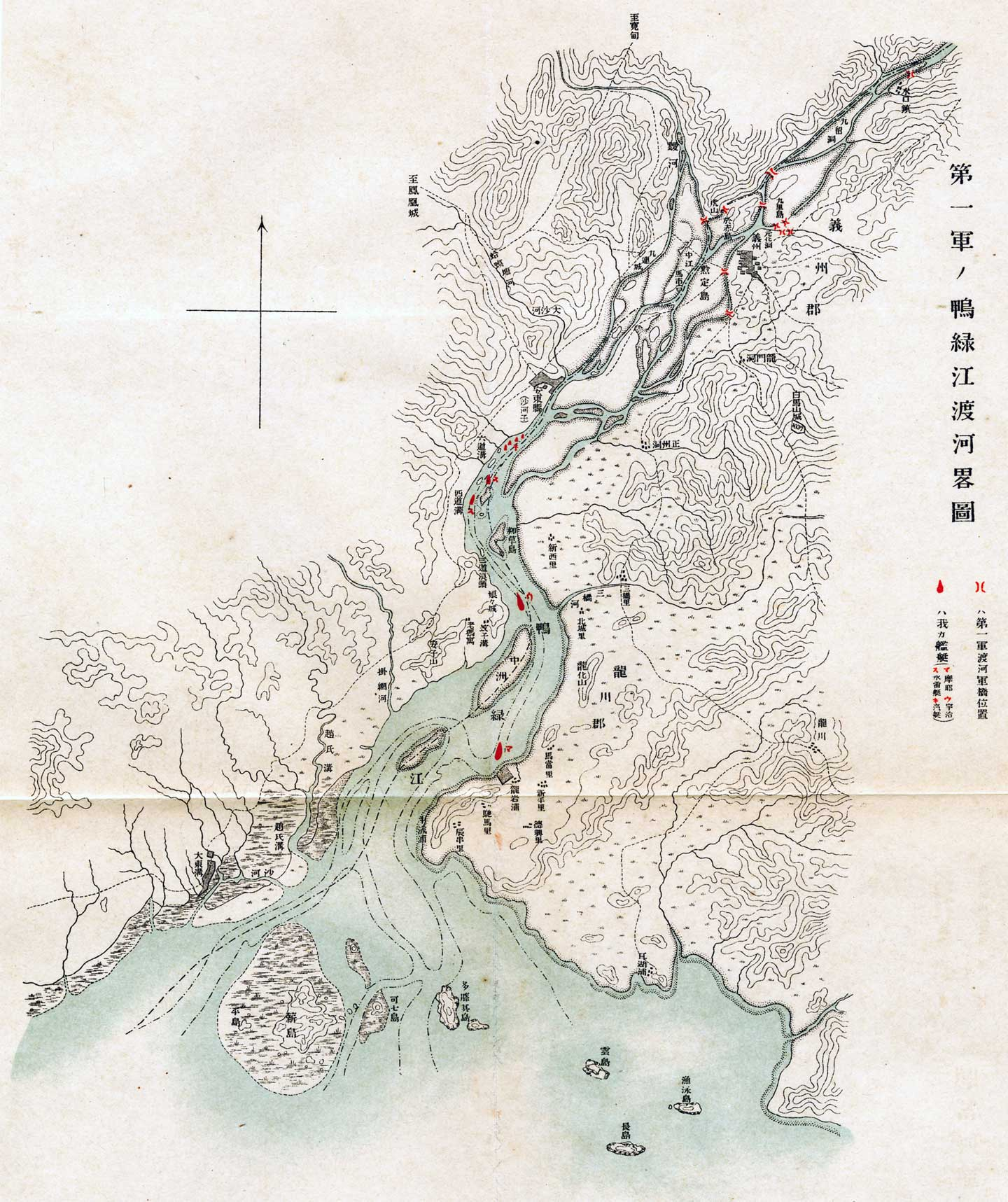
Японская карта реки Ялу и островов на ней
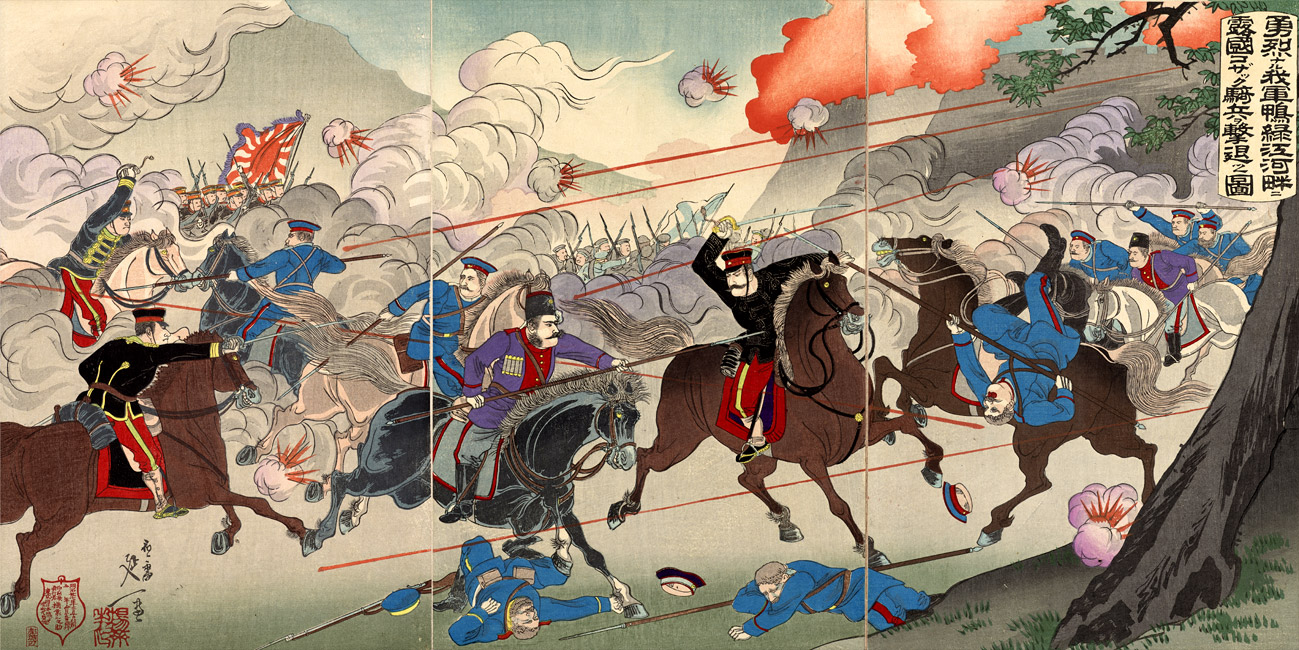
Кавалерийский бой